# Kruszewnia (województwo warmińsko-mazurskie)
Kruszewnia – wieś w Polsce położona w województwie warmińsko-mazurskim, w powiecie ostródzkim, w gminie Morąg.
W latach 1975–1998 miejscowość administracyjnie należała do województwa olsztyńskiego.
W roku 1973 jako osada Kruszewnia należała do powiatu morąskiego, gmina i poczta Morąg.